# Valravn

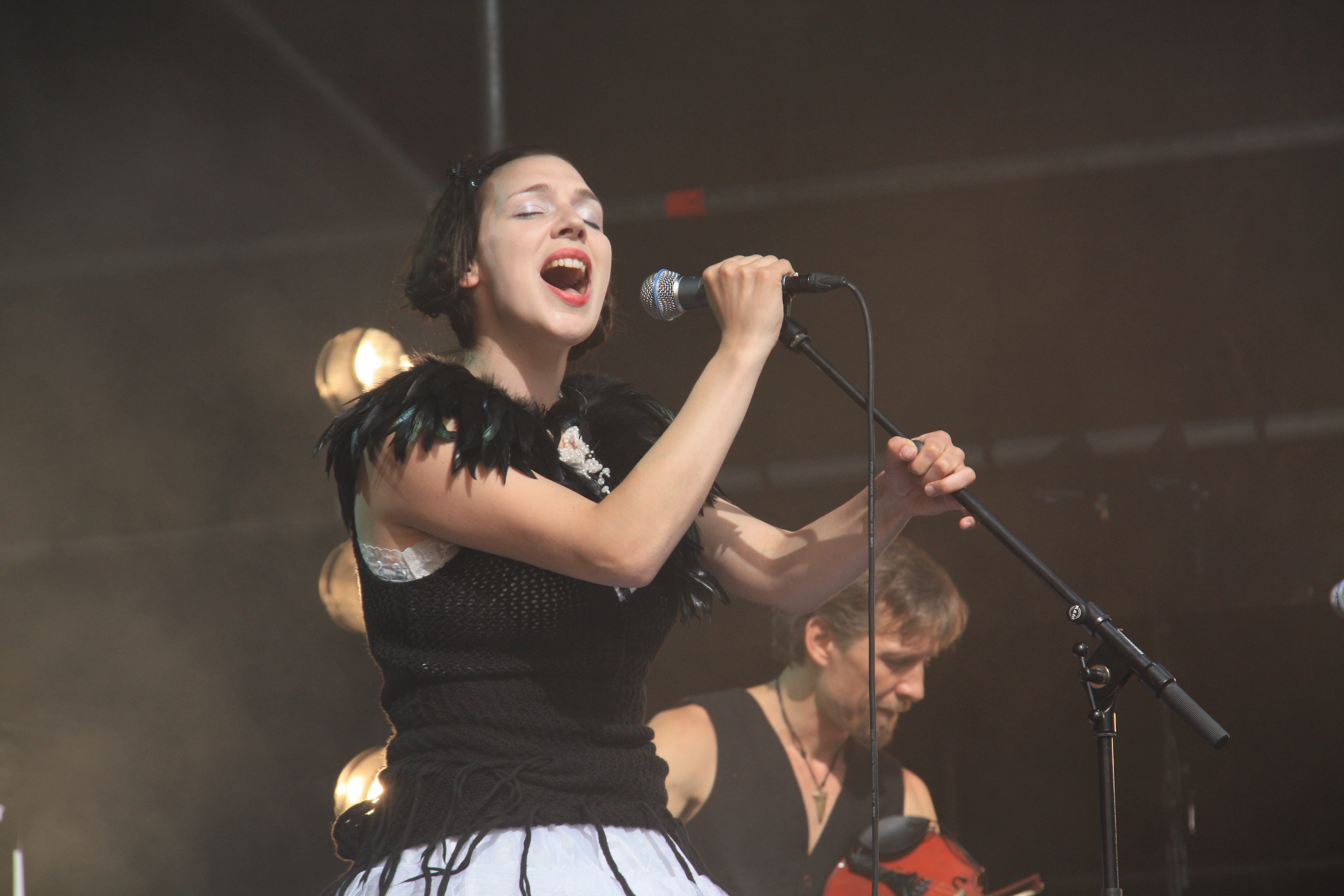
Valravn op Castlefest 2009

Valravn was een Deens/Faeröerse folkband. De band kenmerkte zich door de combinatie van het gebruik van historische instrumenten met elektronica. Vier van de vijf leden spelen ook in de band Virelai. In december 2013 maakte de band bekend te zullen stoppen.

## Leden
- Anna Katrin Egilstrøð – zang, percussie, sansula
- Søren Hammerlund – mandoline, bouzouki en draailier, Nyckelharpa
- Christopher Juul – elektronica
- Juan Pino – percussie
- Martin Seeberg – viola en fluit

## Muziekstijl
De muziek van Valravn laat zich inspireren door de volksmuziek. Niet alleen die van Denemarken en de Faeröer, maar ook van andere Scandinavische landen. Die traditionele muziek wordt echter sterk bewerkt en met gebruikmaking van veel elektronica een modern karakter gegeven. Zangeres Egilstrøð voegde met haar soms op Björk gelijkende hese stemgeluid een bijzonder element aan de muziek toe. Het gebruik van samples en harde beats onderscheidt het geluid van Valravn van dat van het meer middeleeuws georiënteerde Virelai.
Buiten de eigen 'thuislanden' trad Valravn regelmatig in de andere landen van Scandinavië op. Sinds 2007 werden ook concerten in de Benelux en Duitsland gegeven.

## Discografie
In oktober 2007 kwam het debuutalbum Valravn uit. Dit album werd in Denemarken genomineerd voor drie muziekprijzen.
Met een klein concert in een cd-winkel in Tórshavn werd op 24 juli 2009 het tweede album Koder på snor ("Codes op snaren") gepresenteerd. Hierop wordt de lijn van het debuut doorgezet. De officiële presentatie zou in de loop van september volgen. In 2011 kwam een compilatiealbum uit met daarop door andere artiesten gemaakte remixen van nummers van Valravn. Na de aankondiging dat de band ging stoppen werden via de Bandcamp website twee nummers tegen een geringe betaling ter download aangeboden. Deze twee nummers vormden samen het mini-album die ook de naam Valravn draagt.
- Valravn (2007)
- Koder på snor (2009)
- Re-Cod3d (2011)
- Valravn (2013)